# بانوی زیبای من (مجموعه تلویزیونی ۲۰۰۹)

## خلاصه
کانگ هائی نا نوهٔ رئیس یکی از بزرگترین شرکت‌های سئول به نام کانگسون است که از بچگی به علت کمبود محبت دختری لوس، ننر، از خودراضی، بدون برنامه زندگی و فوق‌العاده بداخلاق است.او از ابتدای تولد زندگی راحتی داشته و مانند پرنسس‌ها زندگی می‌کرده.
تا اینکه روزی به‌طور اتفاقی در خیابان با پسری به نام چا دونگ سو آشنا می‌شود البته چند قسمت اول فیلم به دعوای این دو نفر اختصاص دارد که بسیار جذاب دیدنی است.
با ادامه لذیت‌های دخترک برای اعتراض پیش پدربزرگ می‌رود ولی سرنوشت چیز دیگری را رقم می‌زند و او به عنوان مربی والبته ناظر و پیشخدمت بانو استخدام می‌شود.در ابتدا کانگ هائی نا مردی را به نام لی تائه یون که یک وکیل است و او را برای اولین بار در پیست اسب سواری میبیند دوست دارد اما
با گذشت چند ماه این دو انقدر وابسته هم می‌شوند که داستان عشقی جالبی را رقم می‌زنند...

## امتیازبندی
| روز        | قسمت    | سراسر کشور  | سئول        |
| ---------- | ------- | ----------- | ----------- |
| 2009-08-19 | 1       | 17.4% (2nd) | 17.7% (3rd) |
| 2009-08-20 | 2       | 16.3% (6th) | 16.7% (4th) |
| 2009-08-26 | 3       | 16.4% (4th) | 16.9% (5th) |
| 2009-08-27 | 4       | 17.4% (3rd) | 17.9% (2nd) |
| 2009-09-02 | 5       | 14.9% (6th) | 14.5% (6th) |
| 2009-09-03 | 6       | 15.1% (7th) | 14.7% (7th) |
| 2009-09-09 | 7       | 14.4% (6th) | 14.6% (6th) |
| 2009-09-10 | 8       | 14.6% (7th) | 14.7% (7th) |
| 2009-09-16 | 9       | 13.8% (6th) | 14.1% (6th) |
| 2009-09-17 | 10      | 14.3% (8th) | 14.5% (6th) |
| 2009-09-23 | 11      | 13.6% (6th) | 14.1% (6th) |
| 2009-09-24 | 12      | 15.0% (5th) | 15.2% (5th) |
| 2009-09-30 | 13      | 14.8% (5th) | 15.2% (5th) |
| 2009-10-01 | 14      | 14.1% (7th) | 14.5% (6th) |
| 2009-10-07 | 15      | 16.1% (4th) | 16.3% (5th) |
| 2009-10-08 | 16      | 19.0% (2nd) | 19.4% (1st) |
| میانگین    | میانگین | ۱۵٫۵٪       | ۱۵٫۷٪       |

منبع:TNS Media Korea

## آهنگ‌های اصلی
1. جنس داغ -Davichi
2. عشق متوقف نمیشه / عشق درمانده -Yoon Sang-hyun
3. دختر فراری -Yoon Eun-hye
4. I Give / Take Care of the Heart - Jung Jae-wook
5. Give My Love / Take Care of the Lady - Na Yoon-kwon
6. بانو (스윙)
7. داستان (숨겨진 이야기)
8. Take Care Girl (Tango) 아가씨를 부탁해 (탱고)
9. Hot Stuff (inst)
10. Can't Stop Love / Helpless Love (inst)
11. Dash Girl (inst)
12. I Give / Take Care of the Heart (inst)
13. Give My Love / Take Care of the Lady (inst)

آهنگ کمکی:
1. دوست دارم -Miryo با همراهیNarsha
2. 로망스 (Romance) - یون اون-هه and یون سانگ هیون

## جوایز
KBS Drama Awards
- بهترین جایزه زناشویی: یون سانگ-هیونگ و یون اون‌های[۲]
- Popularity Award: Yoon Sang-hyun
- Popularity Award: Yoon Eun-hye

## پخش بین‌المللی
در ژاپن از کانال تلویزیونی لالا پخش شد.
در خاورمیانه با عنوان امیراتی (شاهزاده) دوبله عربی شده‌است و در ۱۷ فوریه ۲۰۱۳ پخش شد MBC 4
. در اندونزی در ۱۷ فوریه ۲۰۱۴ شروع به پش کرده‌استB-Channel